# Pristis perotteti
A Pristis perotteti a porcos halak (Chondrichthyes) osztályának a Rhinopristiformes rendjébe, ezen belül a fűrészesrájafélék (Pristidae) családjába tartozó faj.

## Előfordulása
A Pristis perotteti atlanti-óceáni elterjedési területe, nyugaton Texastól Floridáig tart, míg keleten Nyugat-Afrika partjainál van. A Csendes-óceán középső szakaszánál, a Pristis perotteti élőhelye, nyugattól keletig nyúlik.
Indonézia vizeiben és Ausztrália északi részén is megtalálható. Előfordulási helye az Amazonason a brazíliai Santáremig tart.

## Megjelenése
Ez a hal legfeljebb 650 centiméter hosszú és 591 kilogramm testtömegű. 300 centiméteresen számít felnőttnek. A csőrszerű képződményén általában 19 fogpár ül, néha 20 is lehet. Az első hátúszó, a farok alatti úszó töve előtt helyezkedik el. Sós vízi példányok színe sötétszürke vagy aranysárgás-barna, míg az édesvízi példányoké szürkék vöröses hátközéppel az első hátúszóig. Az utóbbiaknak az első hátúszója sárga vörös elülső résszel, míg a többi úszó téglavörös színű.

## Életmódja
Trópusi halfaj, amely egyaránt megél a sós-, édes- és brakkvízben is. Ez a porcos hal 10 méternél mélyebbre nemigen úszik le. A folyó torkolatokat és a lagúnákat kedveli. A többi Pristis-fajtól eltérően, a Pristis perotteti még feljebb úszik a folyókon. A 20-30 Celsius-foknál nagyobb vízhőmérséklet a megfelelő ennek a fajnak.

## Szaporodása
A Pristis perotteti ál-elevenszülő, vagyis a hím által megtermékenyített peték, a nőstény petefészek vezetékének üregében fejlődnek ki. Ha eljön a szülés ideje, az anya kitolja az érett petéket (ikrákat). A belső nyomástól feszülő ikraburok a szülés pillanatában szétreped, és a kis halivadék a szülőcsatornából a szó szoros értelmében, általában farokkal előre, kilökődik az anya testéből.

## Felhasználása
Ezt a halat, csak kisebb mértékben halásszák.